# مسائل NP صعبة
مسائل NP صعبة في علم التعقيد الحسابي هي مجموعة مسائل حيث انه يمكن اختصار كل المسائل في NP اليها. ولهذه المجموعة اهمية عظيمة في علم الحاسوب والرياضيات لما لها من تاثير على كثير من النواحي العملية فيه إذ انه تمتد هذه المجموعة لمسائل التخطيط ومعالجة الصور الرقمية وتحسين مُصرف... ملاحظة: بشكل عام NP كاملة ≠ NP صعبة لذا يجب الاخذ بالحسبان انه إذا NP = P فهذا لا يعني بالضرورة أنَّ كل المسائل التي هي NP صعبة أيضا يمكن حلها بوقت حدودي (أي انها تابعة ل- P).

## تعريف
لتكن {\displaystyle A\subseteq \{0,1\}^{*}} لغة، نقول انها NP صعبة إذا: لكل لغة {\displaystyle L\in NP} يمكن اختصار {\displaystyle L} ل-{\displaystyle A} , أي:{\displaystyle L\leq _{p}A} أي يوجد دالة {\displaystyle f:\{0,1\}^{*}\to \{0,1\}^{*}} بحيث انه يمكن حساب {\displaystyle f} بوقت حدودي وكذلك يتحقق التالي: {\displaystyle x\in L\iff f(x)\in A} .

## امثلة
- كل لغة تابعة للمجموعة أو القسم NP كاملة هي أيضا NP صعبة والعكس ليس صحيح.
- مسألة التوقف (Halt problem) هي NP صعبة ولكن ليست NP كاملة لانها ليست تابعة ل-NP .
- مُعظم مسائل البحث هي NP صعبة مثل: ايجاد المسار الأثقل في مخطط، ايجاد حل لمسألة حقيبة الظهر.
- مسألة TQBF , هي أيضا NP صعبة ولكن غير معلوم إذا ما هذه المسألة تابعة ل-NP ومثلها مسألة أحجية ن.